# Corynoporella
Corynoporella is een mosdiertjesgeslacht uit de familie van de Bugulidae en de orde Cheilostomatida

## Soorten
- Corynoporella spinosa Robertson, 1905
- Corynoporella tenuis Hincks, 1888